# Hyalinobatrachium cappellei
Espèce
Synonymes
- Hylella cappellei Van Lidth de Jeude, 1904
- Hyalinobatrachium crurifasciatum Myers & Donnelly, 1997
- Hyalinobatrachium eccentricum Myers & Donnelly, 2001
- Hyalinobatrachium ignioculus Noonan & Bonett, 2003

Hyalinobatrachium cappellei, centrolène ponctuée, aussi appelée grenouille de verre ou grenouille transparente, est une espèce d'amphibiens de la famille des Centrolenidae.

## Répartition
Cette espèce se rencontre dans le sud-est du Venezuela, au Guyana, au Suriname, en Guyane et au Brésil en Amazonas et au Mato Grosso,,.

## Taxinomie
Cette espèce a été relevée de sa synonymie avec Hyalinobatrachium fleischmanni, où elle avait été placée par Goin en 1964, par Castroviejo-Fisher, Vilà, Ayarzagüena, Blanc et Ernst en 2011.

## Éthologie
Dans cette espèce, le soin qu'apporte le mâle à protéger sa progéniture est l'argument privilégié par les femelles pour leur choix de partenaire. Le mâle peut en tirer parti en feignant de veiller sur une ponte abandonnée afin de séduire une partenaire,.

## Étymologie
Cette espèce est nommée en l'honneur d'Herman van Cappelle (nl) (1857–1932).

## Publication originale
- (en) Lidth de Jeude, 1904 : Reptiles and batrachians from Surinam, notes du Leyden Museum, vol. 25, p. 83-94 (texte intégral).